# Paragominas
Paragominas, amtlich portugiesisch Município de Paragominas, ist eine Stadt im Bundesstaat Pará in Brasilien. In ca. 70 km Entfernung befindet sich die Mine von Paragominas, eine der größten Bauxitminen weltweit. Die Stadt hatte 115.838 Einwohner laut Schätzung zum 1. Juli 2021 und liegt auf 90 m ü. M. Bei einer Gemeindefläche von rund 19.342,6 km², etwa so groß wie das Land Rheinland-Pfalz, ergibt sich eine Bevölkerungsdichte von 5,7 Einwohnern pro km². Die Entfernung zur Hauptstadt Belém beträgt 300 km.
Seit 2011 darf sie sich Município Verde (Grüne Stadt oder Ökostadt) nennen.

## Toponymie
Der Stadtname ist eine Aneinanderreihung von Abkürzungen der drei Bundesstaaten Pará, Goiás und Minas Gerais („Para-Go-Minas“), aus denen die ersten Siedler mehrheitlich stammten. Die Umrisse der drei Staaten finden sich auch im Stadtwappen wieder (mit dem historischen Umriss von Goiás inklusive des 1988 abgespaltenen Tocantins).

## Geschichte
Zwei Ereignisse führten zur Gründung der Stadt seit Ende der 1950er Jahre: Der Bau der Bundesstraße BR-010 von Brasília nach Belém, in deren Zuge eine Reihe von Stadtneugründungen stattfanden, und die Entdeckung von Bauxit-Vorkommen, was eine Binnenmigration aus Goiás, Minas Gerais, Pará, Maranhão und dem südlichen Bundesstaat São Paulo bewirkte. Im Rahmen eines Populismus der Vierten Republik unter Präsident Juscelino Kubitschek sollte das Hinterland wirtschaftlich erschlossen werden, was auch unter der Militärdiktatur weitergeführt wurde. Neue Kolonisierungsgesellschaften wurden gegründet, jedoch wurden sie teilweise nicht wirksam. Stattdessen nahmen häufig Landräuber (grileiros) Besitz von dem Territorium, ob mit gültigen oder gefälschten Eigentumsnachweisen. Heute sind immer noch rund 7 % des Gemeindegebiets nicht in einem Kataster erfasst.
Der in Pará von der Militärdiktatur eingesetzte Gouverneur Jarbas Gonçalves Passarinho zeichnete das Gesetz „Lei Estadual 3.235“ vom 4. Januar 1965 und durch Ausgliederung von Gebieten aus Viseu, Ourém und São Domingos do Capim konnte zum 23. Januar die neue Stadt gegründet werden. Die erstarkende Holzwirtschaft, der Bergbau, öffentliche Straßenbau, Beginn der Rinderzucht und des Sojaanbaus zogen weitere Ansiedler an.
Zum ersten Bürgermeister wurde Amílcar Batista Tocantis ernannt. Der Stadtgrundriss zeigt Planstadtelemente, so hat das Zentrum zwei nebeneinanderliegende Plätze aus regelmäßigen Sechsecken, von denen die Straßen strahlenförmig ausgehen. Geteilt wird die Stadt durch die Bundesstraße PA-125, die BR-010 führt weiter westlich des urbanen Kerns an Paragominas vorbei. Im südlichen Gemeindegebiet wurde 1983 ein zweiter Distrikt eingerichtet, benannt nach dem Senatspräsidenten Filinto Müller. 1988 wurde der Distrikt zum selbständigen Município Dom Eliseu, benannt nach dem Bischof Eliseu Maria Coroli und, verbunden mit einem größeren Flächenverlust, aus Paragominas ausgegliedert. In seiner wirtschaftsgeografischen Region nimmt Paragominas heute den ersten Platz ein.
Seit 2008 bemüht sich die Stadt, bisher ein Sinnbild für Waldvernichtung, durch Teilnahme an dem Programm „Grüne Stadt“ um Wiederaufforstung und verbesserten Umweltschutz. 2011 betrug der Anteil des unbeschädigten Waldgebietes noch rund 53 % des Gemeindegebietes.

## Klima
Die Stadt hat tropisches Klima Am nach Köppen-Geiger. Die Durchschnittstemperatur ist 26,6 °C. Die durchschnittliche Niederschlagsmenge liegt bei 1805 mm im Jahr.
Monatliche Durchschnittstemperaturen und -niederschläge für Paragominas
|                   | Jan  | Feb  | Mär  | Apr  | Mai  | Jun  | Jul  | Aug  | Sep  | Okt  | Nov  | Dez  |   |      |
| Temperatur (°C)   | 26,3 | 26,3 | 26,3 | 26,6 | 26,5 | 26,3 | 26,5 | 26,8 | 26,9 | 27,1 | 27,2 | 26,9 | Ø | 26,6 |
| Niederschlag (mm) | 240  | 316  | 391  | 304  | 149  | 66   | 29   | 36   | 37   | 56   | 60   | 121  | Σ | 1805 |

## Stadtverwaltung
Die Exekutive für die Amtszeit 2017 bis 2020 lag bei dem durch die Kommunalwahlen 2016 als Stadtpräfekt (Bürgermeister) mit 34.375 Stimmen erfolgreichen Paulo Pombo Tocantins von dem Partido da Social Democracia Brasileira (PSDB), der das Amt bereits seit 2012 innehat. Er ist der Sohn des ersten Bürgermeisters Amílcar Batista Tocantis. Bei der Kommunalwahl 2020 löste ihn der Arzt João Lucidio Lobato Paes, genannt Doutor Lucidio, des Partido Social Democrático (PSD) für die Amtszeit von 2021 bis 2024 ab. Er hatte 24.439 der gültigen Stimmen erzielt.
Die Legislative liegt bei einem Stadtrat (Câmara Municipal) aus 13 gewählten Stadtverordneten (vereadores).
Das Gemeindegebiet bildet nur einen Distrikt mit Paragominas als Sitz. Der urbane Bereich des Munizips ist in 31 Bairros aufgeteilt.

## Bevölkerungsentwicklung
Quelle: IBGE (Angabe für 2020 ist lediglich eine Schätzung).

## Ethnische Zusammensetzung
Ethnische Gruppen nach der statistischen Einteilung des IBGE:
| Gruppe                | 1991   | 2000   | 2010   | Anmerkung                       |
| --------------------- | ------ | ------ | ------ | ------------------------------- |
| Pardos (Mischrassige) | 48.521 | 49.139 | 66.928 | Mulatten, Mestizen              |
| Brancos               | 15.167 | 20.051 | 20.215 | Weiße, Nachfahren von Europäern |
| Pretos                | 2.948  | 5.313  | 8.705  | Schwarze                        |
| Amarelos              | 26     | 390    | 887    | Asiaten                         |
| Indígenas             | 152    | 806    | 1.084  | indigene Bevölkerung            |
| ohne Angabe           | 262    | 752    | –      |                                 |

## Sehenswürdigkeiten
Zu den Sehenswürdigkeiten der Stadt zählen der Erholungspark Parque Ambiental Adhemar Monteiro sowie der künstlich angelegte See Lago Verde. Feiertage sind der 23. Januar (Gründungstag) und der 15. Juni für den Schutzpatron.

## Sport
Paragominas verfügt über das rund 10.000 Besucher fassende Sportstadion Estádio Arena do Município Verde, der Heimstätte des in der Staatsmeisterschaft von Pará spielenden Paragominas Futebol Clube.